# Hovshaga kapell
Hovshaga kapell är en kyrkobyggnad i Växjö stift. Kapellet ritades av Greger Dahlström, Lund och invigdes 27 augusti 1983 av biskop Sven Lindegård.

## Orgel
Den nuvarande orgeln byggdes 1983 av J. Künkels Orgelverkstad AB, Lund. Orgeln är mekanisk.
| Huvudverk I  | Svällverk II      | Pedal      | Koppel |
| Gedackt 8´   | Rörflöjt 8´       | Subbas 16´ | I/P    |
| Principal 4´ | Koppelflöjt 4 ´   | Borduna 8´ | II/P   |
| Waldflöjt 2´ | Spetskvint 2 2/3' |            | II/I   |
|              | Svegel 2'         |            |        |
|              | Tremulant         |            |        |
|              | Crescendosvällare |            |        |